# Teleview

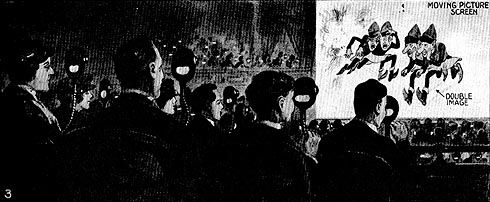
Illustrazione da un articolo sul sistema Teleview, creato da Hammond e Cassidy

Teleview è un sistema per visione di film stereoscopici messo a punto nel 1922 da Laurens Hammond e William F. Cassidy. È il primo metodo a otturatori alternati utilizzato per la visione di un film 3-D, precursore dei moderni sistemi digitali shutter glasses.

## Storia
Nel dicembre 1922, i due ex-compagni della Cornell University, Laurens Hammond, che più tardi brevetterà l'Organo Hammond, e William F. Cassidy, presentano il sistema da loro brevettato Teleview.
Teleview è il primo sistema per cinema 3-D a fotogrammi alternati: l'idea venne già sperimentata nel 1897, ma l'invenzione di Hammond fu la prima a utilizzarla per la prima volta per la visione di un film in sala.
Nonostante gli apprezzamenti che il sistema riscuote, il solo cinema che installa il sistema è il Selwyn Theater di New York, dove viene presentato un solo spettacolo il 27 dicembre 1922 comprendente un gruppo di cortometraggi e l'unico film Teleview, The Man From M.A.R.S., successivamente ridistribuito come Radio-Mania.. A causa della scomodità degli occhiali (delle mascherine da sostenere con la mano per l'intera visione del film), il sistema viene abbandonato subito dopo.

## Principio di funzionamento
Teleview era un sistema molto complesso per i suoi tempi, studiato per permettere la visione di immagini stereoscopiche attraverso sequenze di immagini alternate (alternate image o shutter glasses).
Il film veniva proiettato, utilizzando due proiettori, interlacciando l'immagine destra/sinistra una dopo l'altra sul medesimo schermo, che gli spettatori potevano osservare attraverso uno speciale visore a forma di "mascherina" sincronizzato collegato al bracciolo destro della poltrona sulla quale sedevano, avendo semplicemente cura di posizionarlo davanti ai loro occhi così da osservare immagini stereoscopiche e ottenere di conseguenza l'illusione della tridimensionalità.

## Derivazioni
Dal Teleview derivano i moderni sistemi shutter glasses, dotati di otturatori alternati LCD sincronizzati con le immagini proiettate sullo schermo, come l'attuale sistema XpanD.